# クロムササビ属
クロムササビ属（クロムササビぞく、Aeromys）は、哺乳綱齧歯目リス形亜目リス科リス亜科モモンガ族に分類される属。

## 分布
マレー半島、スマトラ島およびボルネオ島に分布する。

## 種
- クロムササビ Aeromys tephromelas Günther, 1873
Aeromys tephromelas tephromelas Günther, 1873
Aeromys tephromelas phaeomelas Günther, 1873
- トマスクロムササビ Aeromys thomasi Hose, 1900